# Seagram Building

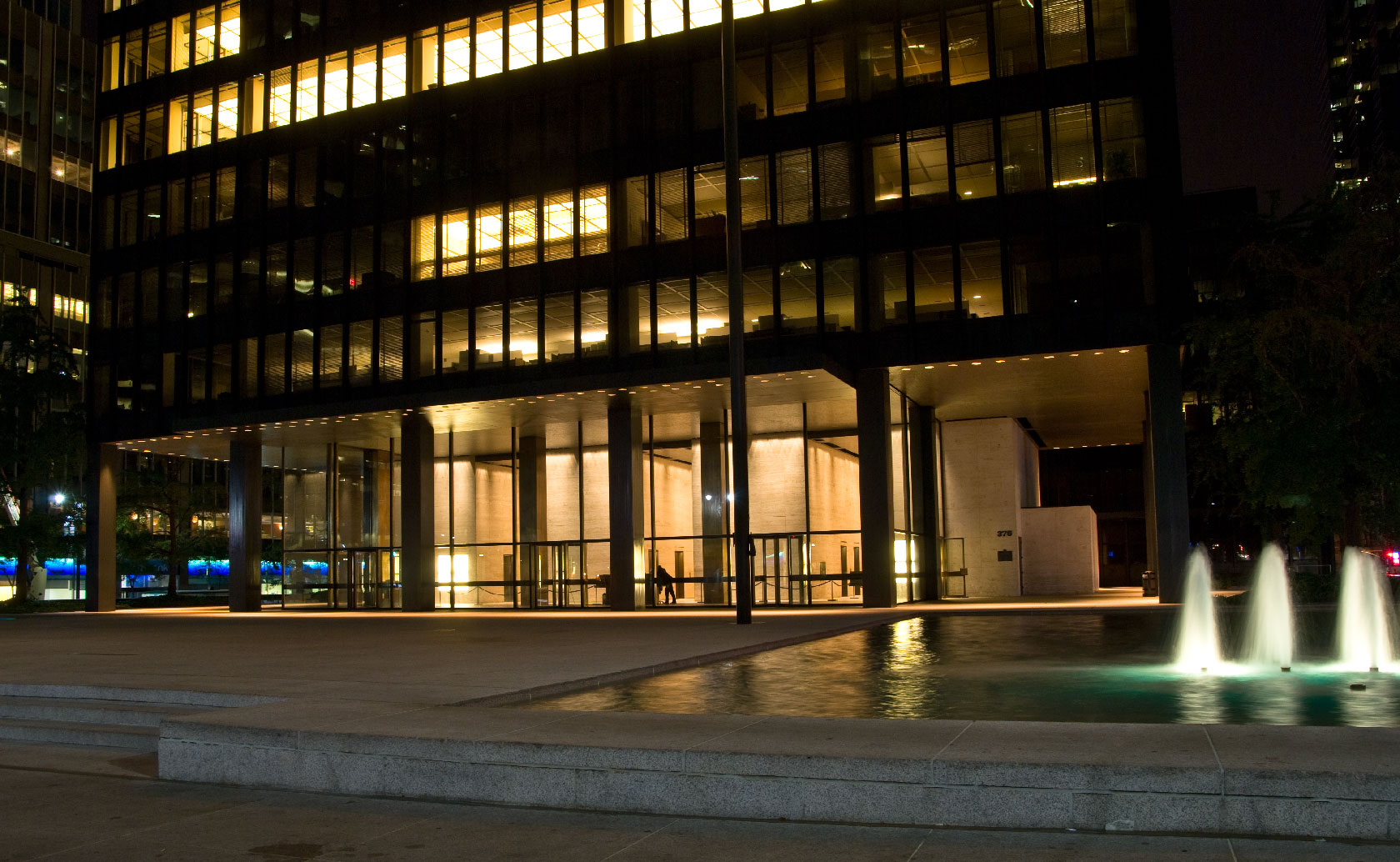
En retrait par rapport à l'avenue

Le Seagram Building est un gratte-ciel situé dans le quartier Midtown de New York (plus précisément à l'adresse 375 Park Avenue) et réalisé par l'architecte allemand Ludwig Mies van der Rohe en collaboration avec l'architecte américain Philip Johnson, entre 1954 et 1958, ainsi que l’architecte canadienne Phyllis Lambert.
Le Seagram Building est inscrit au Registre national des lieux historiques depuis le 24 février 2006.

## Architecture

### Genèse du projet
La genèse du projet doit beaucoup à Phyllis Lambert.
En 1954, Phyllis Lambert n'a que 27 ans et n'a jamais travaillé, mais elle est nommée directrice de la planification du projet de 36 millions, soit 343 millions en dollars courants.  Elle est officiellement embauchée le 1er décembre 1954.
Alors qu'elle habite Paris, son père, l'homme d'affaires canadien Samuel Bronfman, lui expédie les plans de l'immeuble qu'il planifie d'ériger à New York.
« Le dessin était horrible ! », se remémore-t-elle en souriant.
Phyllis Lambert proteste dans une lettre : Seagram peut faire bien mieux qu'un gratte-ciel comme les autres. Elle convainc son père de choisir un architecte visionnaire afin de réaliser un « building qui exprime le meilleur de la société ».

### Implantation
Le Seagram Building est implanté en retrait de 28 m par rapport à Park Avenue, en vertu des règlements de zonage en vigueur entre 1916 et 1961, et qui obligeait les architectes à adapter la hauteur des immeubles à la largeur des rues. « Devant le Seagram se trouve donc un espace semi-public qui prend la forme d’une immense place en granit, flanquée de deux larges bassins d’eau et d’un aménagement paysager épuré mais subtil. »

### Bâtiment
Le bâtiment se présente comme un parallélépipède de couleur bronze posé sur sa plaza en granit.
La structure est exprimée en façade : selon son architecte Ludwig Mies van der Rohe, les éléments structurels d'un bâtiment devaient être visibles. Le Seagram  (comme la majorité des grands immeubles de l'époque) a une ossature en béton armé sur laquelle est suspendue la façade-rideau. Mies van der Rohe voulait une ossature métallique apparente, cependant le code de la construction américain demandait que toutes les structures soient ignifugées, il fallut donc cacher l'ossature — ce qu'il voulait éviter à tout prix — et utilisa donc des poutres en « I » non structurelles, de couleur bronze, afin de signifier la structure en façade. Elles filent verticalement sur la façade comme des meneaux sur une grande fenêtre. La structure visible est donc simulée. Cette méthode de construction mettant en œuvre une structure porteuse intérieure en béton armé portant une enveloppe non structurelle est devenue un lieu commun. 1 450 tonnes de bronze ont été mises en œuvre.
Les baies ont une proportion de 3 : 5.
Ludwig Mies van der Rohe cherchait une régularité totale pour l'apparence du bâtiment. Il n'aimait pas l'irrégularité des stores plus ou moins baissés, qui donne aux bâtiments un aspect désorganisé. Il utilisa donc des stores à trois positions : ouvert, mi-ouvert, et fermé. De même, l’éclairage est composé de dalles de plafond lumineuses disposées selon le plan de la structure, et elles s’allument toutes en même temps. De cette façon, les plafonds visibles de la rue sont réguliers.  
Le minimalisme de la composition illustre la devise de l'architecte : « Less is more » (« Moins c'est plus »).
Le Seagram building fut, lors de sa construction, le bâtiment le plus cher du monde[réf. nécessaire], à cause du prix des matériaux et de la somptueuse décoration intérieure : inclusions de bronze, travertin, marbre. De plus, l'édifice n'utilisant que la moitié de la parcelle qui lui a été allouée, n'utilise pas tout le droit à bâtir qu'il peut, ce qui a pu être considéré dans un premier temps comme du gaspillage par les promoteurs. Néanmoins, il se trouve aussi être le seul gratte-ciel à disposer d'un parvis, ce qui lui donne un effet monumental et permet d'accueillir les visiteurs. La rareté étant chère, une autre façon de comprendre « Less is more », cela a permis vendre les bureaux les plus chers du monde et de largement rentabiliser l'opération.
Aujourd'hui, il affiche la pire note Energy Star de tout immeuble de New York, ayant obtenu seulement 3 points sur 100.

## Four Seasons Restaurant
Le restaurant The Four Seasons Restaurant, situé dans le Seagram Building, a également été conçu par Ludwig Mies van der Rohe et Philip Johnson. L'intérieur a été conservé depuis l'ouverture en 1959. Une série de tableaux avait été commandée à Mark Rothko en 1958. Il accepta l'avance et résolut de faire « quelque chose qui va gâcher l'appétit de chaque fils de pute qui mangera jamais dans cette pièce ». Il abandonna cependant le projet, rendit l'avance et garda les toiles ; la série a été dispersée entre la Tate Gallery, la National Gallery of Art et le Kawamura Memorial Museum au Japon.

## Divers
Entre 1961 et 1965, à l'Université de Sheffield, une réplique du Seagram building fut construite à l'échelle moitié par les architectes Gollins, Melvin, Ward & Partners : la Arts Tower.